# Контесе (Лоди)
Контесе је насеље у Италији у округу Лоди, региону Ломбардија.
Према процени из 2011. у насељу је живело 31 становника. Насеље се налази на надморској висини од 46 м.